# Serampore
Serampore (în bengaleză শ্রীরামপুর) (numit și Serampur, Srirampur, Srirampore, Shreerampur, Shreerampore, Shrirampur, Shrirampore, Srerampore) este un oraș și o municipalitate din districtul Hooghly al statului indian Bengalul de Vest. El face parte din zona metropolitană a Kolkata (Calcutta). Este un oraș pre-colonial situat pe malul vestic al râului Hooghly. A făcut parte din India daneză sub numele de Frederiknagore din 1755 până în 1845. Începând din 2005 președintele municipalității este Amiya Mukherjee. SERAMPORE-1 (712201) este oficiul poștal central al Diviziei South Hooghly.